# Святилище Михаила Архангела (Монте-Гаргано)

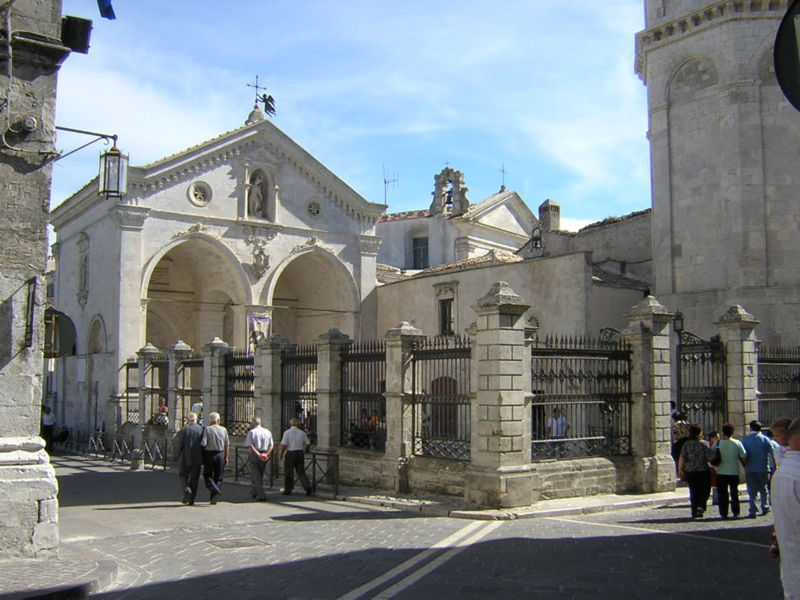
Готический портал — вход в Святилище Архангела Михаила

Святилище Михаила Архангела — старейшее в Западной Европе место паломничества к Архангелу Михаилу, известное с V века. Святилище представляет собой естественную пещеру на горе Гаргано в провинции Фоджа (итальянская область Апулия).

## Четыре явления архангела
Монте-Гаргано ещё в античные времена пользовалась почитанием местных жителей. На ней существовало, как минимум, два храма: один в честь героя Поладерия, второй в честь прорицателя из Колхиды Калхаса. Начиная с V века, Монте-Гаргано превратилось в место особого почитания Архангела Михаила. Традиционно паломники, направлявшиеся в Рим или в Иерусалим по пути посещали Святилище Архангела.
Католическая традиция связывает с Монте-Гаргано четыре явления Архангела Михаила.

### История с быком
5 мая 490 года местный крестьянин пас по обыкновению своё стадо на горе Гаргано. Внезапно пропал его лучший бык. После долгих поисков крестьянин обнаружил быка коленопреклонённым у входа в пещеру. Все попытки выманить быка оттуда были безуспешными, и хозяин в раздражении пустил в животное стрелу. Летящая стрела на полпути развернулась и поразила в ногу стрелявшего. Испуганный крестьянин рассказал о случившемся Лаврентию, епископу соседнего города Сипонто, приказавшему своей епархии поститься в течение трёх дней. По окончании поста епископ посетил пещеру, и здесь ему явился Архангел Михаил, сообщивший, что пещера является избранным им местом, и приказавший создать в пещере церковь.

### Спасение Сипонто от врагов
Согласно «Золотой легенде» Сипонт, осаждённый врагами в мае 493 года (по другим данным, 494 года), был на грани капитуляции. Епископ Лаврентий выпросил у врагов три дня перемирия, посвятив это время посту и покаянию. На третий день (8 мая 494 года) Архангел Михаил явился Лаврентию и предсказал победу над врагами. Воодушевлённые горожане совершили вылазку и разбили неприятеля. День 8 мая стал общераспространённым праздником Католической церкви под названием «Явление Архангела Михаила». Этот эпизод в настоящее время считается легендарным, родившимся из исторической победы лангобардского князя Гримоальда над византийцами в 662–663 годах. Интересно, что легендарная версия (победа православных жителей Сипонто над арианами-остготами) умело замаскировала неприятный для Церкви факт победы арианина Гримоальда над православными греками. Победа над греками 8 мая сделала в глазах лангобардов Архангела Михаила национальным покровителем и превратила Святилище в объект паломничества для всей лангобардской Италии.

### Освящение пещерной церкви

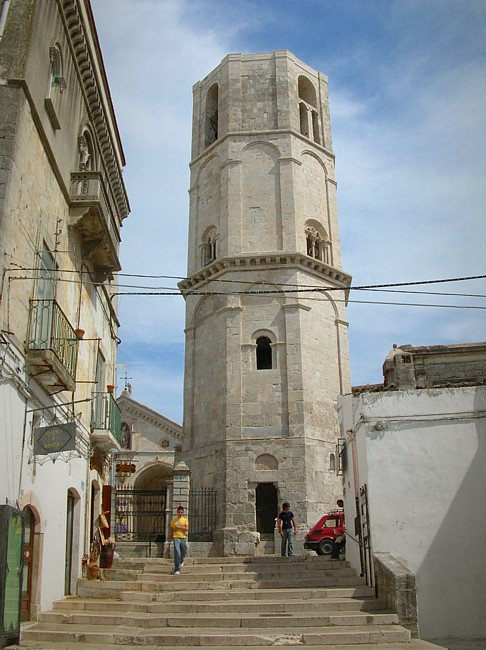
Кампанила Святилища

Согласно местной легенде, епископ Лаврентий в честь одержанной над врагами победы решил освятить пещерную церковь. Но Архангел Михаил вновь явился епископу и сообщил, что церковь уже освящена им лично. Жители Сипонто во главе с Лаврентием и семью апулийскими епископами направились крестным ходом к пещере и обнаружили, что в пещере уже сооружён алтарь и воздвигнут крест. Лаврентий понял, что церковь уже освящена ангелами, и совершил здесь первую мессу. Традиция называет датой этого чудесного освящения 29 сентября 493 года (по другим данным, 494 года). Так как церковь была освящена не рукой человека, её часто называют Небесной базиликой.

### Спасение от эпидемии
Четвёртое чудо Архангела Михаила связывается с избавлением от эпидемии в 1656 году. 22 сентября 1656 года Архангел явился епископу Альфонсо Пуччинелли и указал ему вырезать на камнях пещеры крест и буквы МА (то есть Михаил Архангел), чтобы верующие благоговейно касались их и получали исцеление. В скором времени эпидемия прекратилась. Перед епископским дворцом поставлен памятник, на котором начертано: Князю ангелов, победителю эпидемии, покровителю и защитнику воздвигнут этот памятник в знак вечной благодарности Альфонсо Пуччинелли 1656".

## История
Согласно летописцу Вильгельму Апулийскому норманнское завоевание Южной Италии началось со случайной встречи в пещере Архангела нескольких норманнских паломников с лангобардским повстанцем Мелусом в 1016 году. Мелус предложил норманнам земли и денежное вознаграждение за помощь в борьбе против Византии, и уже на следующий год первая группа норманнских наёмников прибыла в Италию.
В Средние века Монте-Гаргано было одним из самых популярных объектов паломничества. Из венеценосных особ пещеру посещали:
- - императоры Людовик II, Оттон II со своей византийской женой Феофано, их сын Оттон III (проделал путь из Рима пешком), Генрих II, Лотарь II (благоговение перед святыней не помешало ему изъять хранившиеся здесь ценности),
  - неаполитанские короли Карл I Анжуйский, Альфонс Великодушный, Фердинанд III,
  - короли Обеих Сицилий Фердинанд I и Фердинанд II,
  - короли Италии Виктор Эммануил III и Умберто II,
  - несколько пап (в том числе святые Лев IX и Целестин V),
  - прославленные святые (Ансельм Кентерберийский, Бригитта Шведская, Фома Аквинский, Бернард Клервоский).

Франциск Ассизский не счёл себя достойным войти в пещеру, но молился у входа. Его резной автограф на камне в виде буквы Т сохранился.
Из русских одним из первых упоминает святилище на Монте-Гаргано стольник П. А. Толстой, который, пересекая Адриатическое море летом 1698 года, записал в своём дневнике: «Почело быть видно в правой стороне земля державы гишпанскаго короля, которое место называется Святаго Аггела, где древле сотворил чудо архистратиг Михаил: изпустил из каменя воду. [На другой день] поровнялись против гор, на которых горах церковь во имя чудеси архангела Михаила, а под теми горами город гишпанскаго короля, которой называется Мамфредон».
Недавно канонизированный католической церковью падре Пио долгие годы служил в близлежащем городе Сан-Джованни-Ротондо, и посещавшие его богомольцы обязательно совершали паломничество в пещеру Архангела.

## Праздник 8 мая
Праздник Явления Архангела Михаила 8 мая (лат. Apparitio S. Michaelis) первоначально был местным, но быстро распространился по всей Католической церкви. Папа Пий V включил этот праздник в свой миссал. Местная легенда связывает установление праздника с избавлением от врагов в 493 году, но, вероятнее, праздник связан с победой лангобардского князя Гримоальда над византийцами в 663 году.

## Описание Святилища
Кампанила (1), построенная императором Фридрихом II в качестве сторожевой башни, была существенно перестроена Карлом I Анжуйским в знак благодарности Архангелу Михаилу за помощь в завоевании Сицилийского королевства. Перестройка под руководством местного архитектора Джордано началась 27 марта 1274 года и завершилась в 1282 году. Первоначальная высота кампанилы составляла около 40 метров, затем башня была уменьшена по неизвестным причинам до 27 метров и насчитывает теперь 4 этажа.
Вход в пещеру был украшен в XIII-XIV веках портиком (2), увенчанным фронтоном и покоящимся на двух готических арках. Работы по сооружению портика начал Карл I Анжуйский, а завершены они были при короле Владиславе в 1395 году. Центральный портал выполнен в XX веке, правый исполнен в 1395 году, левый — реконструирован в 1865 году. Две мраморных мемориальных доски над входом напоминают входящим о святости места:
«TERRIBILIS EST LOCUS ISTE HIC DOMUS DEI EST ET PORTA COELI», то есть «Страшное это место — дом Божий и врата небесные»
«NON EST VOBIS OPUS HANC QUAM AEDIFICAVI BASILICAM DEDICATE IPSE ENIM QUI CONDIDI ETIAM CONSERCRAVI», то есть «Нет необходимости освящать эту базилику, ибо я, основавший её, освятил её» (легендарные слова Архангела епископу Лаврентию)
Из холла за портиком вниз к пещере ведет выполненная при Карле I Анжуйском лестница (3) из 86 ступеней, разбитая на 5 маршей. Своды лестницы поддерживаются готическими арками, в боковых стенах пробиты маленькие окна. Лестница завершается вратами Быка, исполненными в 1652 году и некогда украшенными изображением быка в напоминание о первом чудесном явлении Архангела.
За вратами Быка открывается внутренний двор, непосредственно примыкающий к пещере. Во дворе в саркофагах покоятся местные знаменитости, в том числе архиепископ Альфонсо Пуччинелли (умер в 1658 году), удостоившийся явления Архангела в 1656 году. Вход в пещеру закрыт бронзовыми вратами работы византийских мастеров (1076 год), подаренными святилищу амальфитанским купцом Панталеоне. Поверхность врат разделена на 24 панели, на которых изображены библейские истории с участием ангелов и явления Архангела Михаила епископу Лаврентию. Эти врата являются ценным памятником византийского искусства Южной Италии.
Внутренне пространство Святилища состоит из двух частей: кирпичного анжуйского нефа (в него посетители попадают после византийских врат) и не затронутой последующими переделками части пещеры. Анжуйский неф (8), выполненный в 1273—1295 годах местными мастерами Джордано и Маральдо, представляет собой типичную готическую постройку с крестовыми сводами. В апсиде расположен алтарь Святых Таин (7), исполненный в 1690 году в стиле барокко, а табернакль, сейчас украшенный статуями святых Иосифа, Николая Мирликийского и Антония Падуанского, восходит к IX веку. Слева от этого алтаря находится капелла Креста (или реликвий) (6), первоначально бывшая ризницей, но в 1705-1791 году реконструированная для хранения ряда реликвий. В числе наиболее чтимых реликвий относится преподнесённый императором Фридрихом II серебряный филигранный крест, содержащий частицы Животворящего креста, а также частицы мощей пап-мучеников Александра I, Корнелия и Феликса I. Рядом с капеллой, на высоте шести ступеней от уровня пола, находятся хоры (5), пространственно отделённые от основного объёма церкви. Такое расположение хоров обусловлено заботой о клириках, до этого проводивших долгие часы богослужений в сырой атмосфере пещеры и часто болевших. Об этой проблеме сообщал папе Юлию III кардинал Себастьяно Пиджино (1550-1553), окончательно хоры были обустроены в 1630 году.
Пространство справа от византийских врат не было затронуто позднейшими перестройками и сохранило структуру первоначальной пещеры. В глубине пещеры находится алтарь (9), воздвигнутый, по преданию, самим Архангелом Михаилом, и украшенный теперь его статуей. Слева от алтаря находится резной трон (10) архиепископа Льва (XI век) — ценный памятник романской архитектуры, а также алтарь в честь Богородицы Непрестанной помощницы, нарытый деревянным балдахином на четырёх античных колоннах. Здесь же находится вход в маленькую Пещеру камней, обязанную свои существованием паломникам, которым вручались маленькие кусочки стены.

## Другие святыни Михаила Архангела
- Мон-Сен-Мишель
- Хоны